# 成瀬裕司
成瀬 裕司（なるせ ゆうじ、1月25日 - ）は、日本のイラストレーター。別ペンネームに「なるせゆうじ」「いす」。

## 作品一覧

### 原画・キャラクターデザイン
読者参加企画
- KiSS THE WiTCH（メガミマガジンクリエイターズ）

原案・キャラクターデザイン・イラスト。あすか正太の文芸により雑誌連載化。
- いちご水滸伝（メガミマガジンクリエイターズ）

前作に引き続き、あすか正太の文芸により連載。
一般ゲーム
- 快刀乱麻・快刀乱麻 雅（イマジニア）
- SHINE〜言葉を紡いで〜（サクセス）
- ロマンスは剣の輝きII（角川書店）※PlayStation 2版

アダルトゲーム
- r.p.m. 〜瞳の中の想い出〜（e-エ・レ・キテル）

### 挿絵・イラスト
- パソコンパラダイス（メディアックス）1999年5月号 - 2000年4月号表紙
- シルフィ・ナイト（神野淳一・著、電撃文庫）
- シルバー・ウィング（神野淳一・著、電撃文庫）
- 真田十勇姫!（馬場卓也・著、GA文庫）
- ビンヅメ乙女ゴコロ（雨森麻土・著、HJ文庫）

### コラム
- 脳内でなー（ゲーマガ）

## 雑記
- 同人サークル「イスワークス」を主宰。